# Heliópolis
Heliópolis fue una importante ciudad del Antiguo Egipto, capital del nomo XIII del Bajo Egipto.
La ciudad estaba situada al nordeste de la ciudad de El Cairo (cerca del actual aeropuerto), un poco alejada de la ribera occidental del Nilo, a la que estaba conectada mediante un canal. 
- Nombre egipcio: Iunu. Nombre griego: Heliópolis. Nombre copto: On.

Su nombre egipcio fue Iunu que significa 'pilar'. El nombre de Heliópolis es de origen griego: Ἡλίου πόλις o Ἡλίουπόλις y significa 'ciudad del Sol', ya que la ciudad era la sede principal del culto al dios solar Ra. Fue una de las tres ciudades más importantes del Antiguo Egipto junto con Tebas y Menfis. Los coptos la conocieron como On.

## Historia
La ciudad aparece ya nombrada hacia el año 3000 a. C. Durante la dinastía II fue un importante centro astronómico. El gran sacerdote tenía el título de Jefe de los observadores. Durante el reinado de Dyeser, este título correspondía a Imhotep.
Es probable que el Templo solar de Heliópolis fuera similar al tipo de templos solares de Abusir, construidos durante la dinastía V que, hacia el año 2400 a. C. estableció el culto a Ra como culto principal. Se han encontrado restos de la muralla y de algún templo, de los que el principal debía ser el de Amón y el de Ra. Se conserva un obelisco de Senusert I, dinastía XII, así como restos de una capilla de Dyeser. Una estela de la dinastía XVIII conmemoraba el cierre mediante muros del recinto del templo. También se han hallado estatuas y restos de construcciones de la dinastía XIX.
Hacia la mitad del segundo milenio antes de Cristo, la ciudad llegó a su máximo esplendor. Hacia el 1300 a. C. alcanzó su máxima extensión; el declive comienza durante el primer milenio.
El templo de Ra se dice que era un depósito para los registros reales, y Heródoto afirmaba que los sacerdotes de Heliópolis estaban mejor informados en materia de historia que todos los egipcios. 
Heliopolis también floreció como lugar de aprendizaje durante el período griego; las escuelas de filosofía y  astronomía se dice que fueron frecuentadas por Pitágoras, Platón, Solón y otros filósofos griegos como Eudoxo de Cnido quien aprendió aquí la verdadera longitud del año y mes. 
Heliópolis fue destruida durante la invasión persa del 525 a. C. y más tarde en el 343 a. C. Tras la fundación de Alejandría, la ciudad quedó marginada y fue despoblándose lentamente. En el siglo I a. C. era ya una ciudad prácticamente deshabitada. En el siguiente siglo, la mayor parte de los monumentos fueron trasladados a Alejandría y Roma. El resto sirvió como cantera de materiales, empleados para construir edificaciones en El Cairo durante la Edad Media.
|  |

La zona de Heliópolis fue comprada por una compañía privada a principios del siglo XX y durante el periodo de protectorado británico se construyeron edificios y se repobló con coptos y extranjeros. Con el crecimiento de El Cairo, la capital la incorporó como un barrio más de la ciudad durante la segunda mitad del siglo XX.
| iwn | nw · O49 | SPACE | O28 |

| iwn | nw · O49 | SPACE | O28 |

## Restos arqueológicos
|                         |
| Obelisco de Sesostris I |

|                        |
| Estatua de Sesostris I |

|                     |
| Estatua de Sethy II |

|                       |
| Columnas papiriformes |